# Amazona amazonica
Amazona amazonica là một loài chim trong họ Psittacidae.

## Phân loại
Loài này có hai phân loài:
- A. a. amazonica, được tìm thấy trên phần lục địa Nam Mỹ.
- A. a. tobagensis, chỉ được tìm thấy ở Trinidad và Tobago.

## Mô tả
Amazona amazonica là loài vẹt chủ yếu có màu xanh lục với chiều dài khoảng 33 xentimét (13 in) và khối lượng khoảng 340 g.

## Tập tính

### Sinh sản
Amazona amazonica làm tổ ở trong các hốc cây. Trứng của chúng có màu trắng và thường có ba hoặc bốn quả trong một ổ. Chim mái sẽ ấp trứng trong khoảng 26 ngày và chim non sẽ rời tổ khoảng 60 ngày sau khi nở.

## Hình ảnh

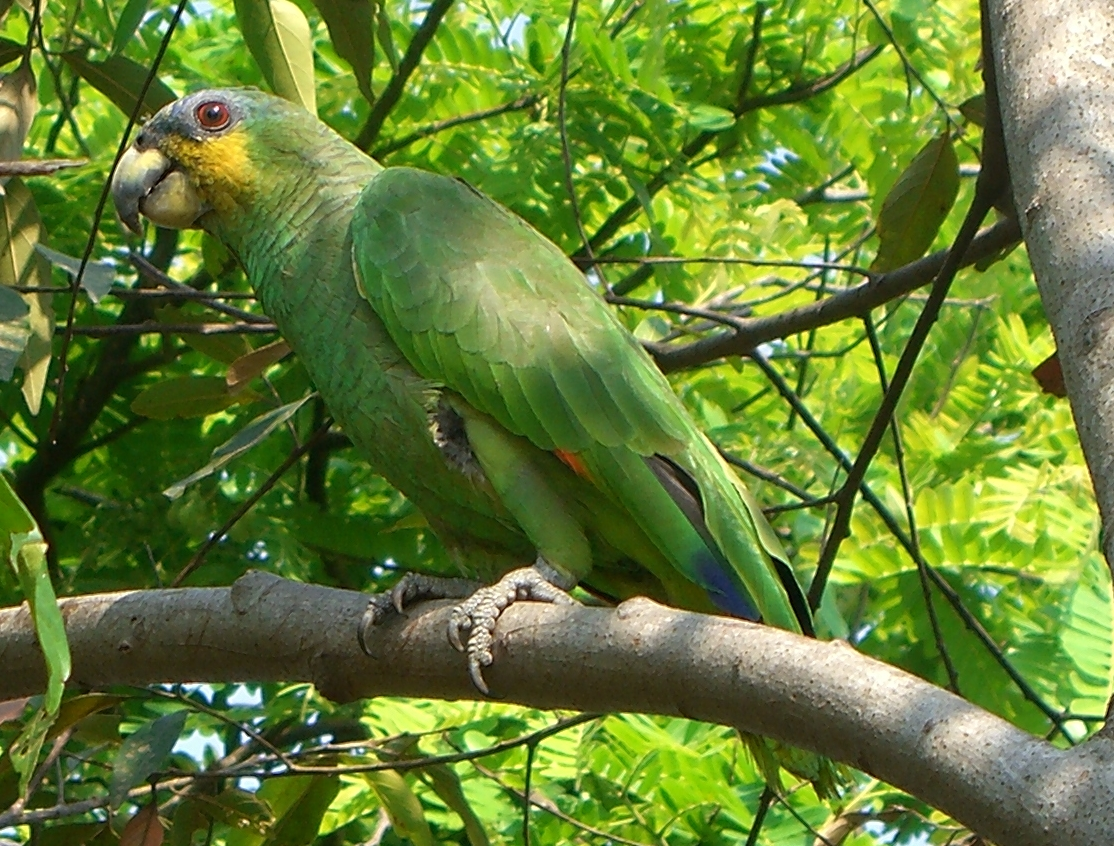
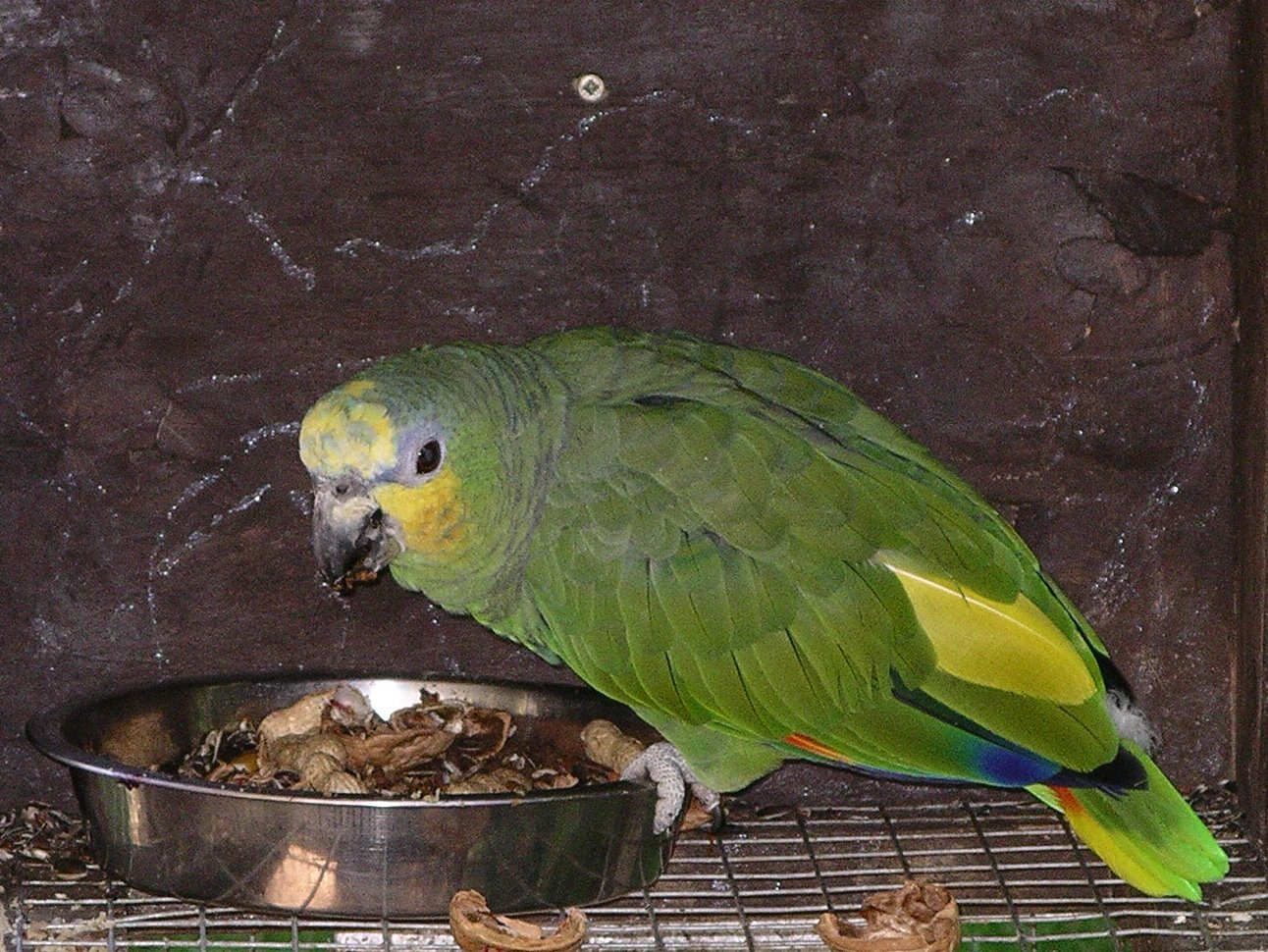
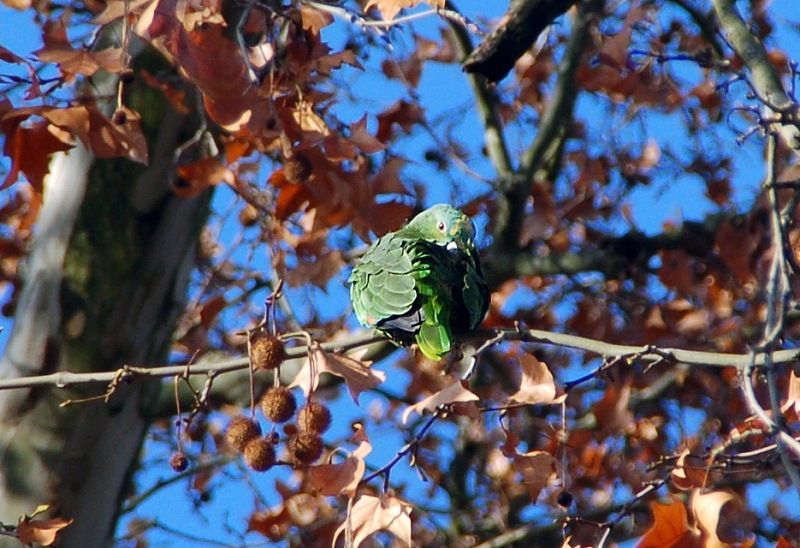
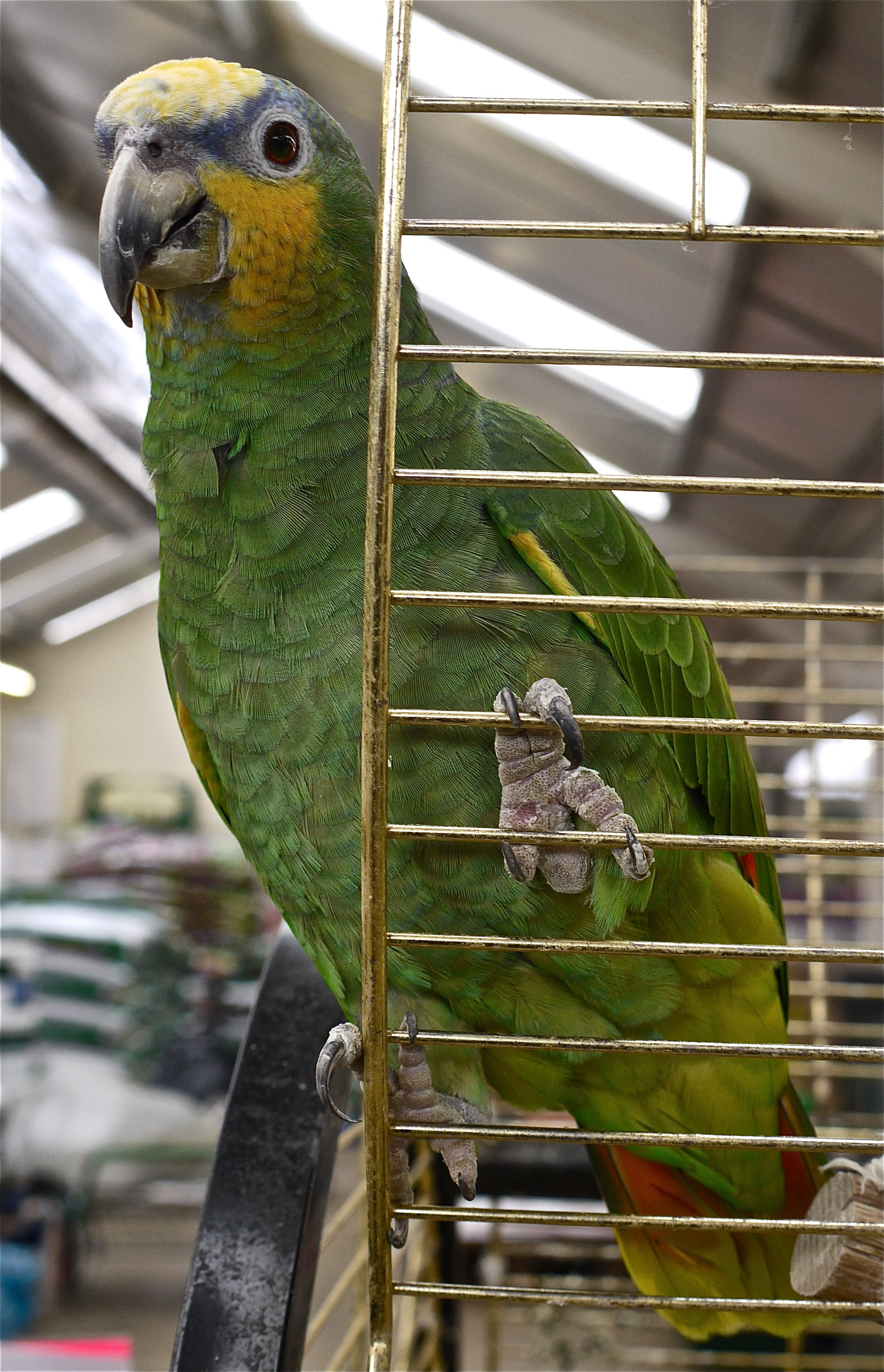